# 82 Dywizja Piechoty (Imperium Rosyjskie)
82 Dywizja Piechoty (ros. 82-я пех. дивизия) – rezerwowa dywizja piechoty Imperium Rosyjskiego, okresu działań zbrojnych I wojny światowej.
Powstała z 47 Dywizji Piechoty z Saratowa (16 Korpus Armijny, 4 Armia).

## Struktura organizacyjna
Lipiec 1914:
- dowództwo dywizji
- 325 Carewski pułk piechoty
- 326 Biełgorajski pułk piechoty
- 327 Korsuński pułk piechoty
- 328 Nowouzeński pułk piechoty